# Lonchitis pubescens
Lonchitis pubescens là một loài thực vật có mạch trong họ Dennstaedtiaceae. Loài này được Willd. ex Kaulf. miêu tả khoa học đầu tiên năm 1824.